# Paranepsia
Paranepsia is een geslacht van vlinders uit de familie van de Tortricidae (Bladrollers). Het geslacht werd voor het eerst wetenschappelijk beschreven door Turner in 1916.

## Soorten
Het genus is monotypisch en bevat alleen de volgende soort:

- Paranepsia amydra Turner, 1916